# Amphiprion polymnus
Poisson-clown  à selle blanche, Poisson-clown à selle de cheval
Espèce
Amphiprion polymnus, communément nommé Poisson-clown  à selle blanche ou Poisson-clown à selle de cheval, est une espèce de poisson marin de la famille des Pomacentridés.

## Description
Le Poisson-clown à selle blanche est un poisson de petite taille pouvant atteindre 13 cm de long.
Son corps est d'apparence trapue, de forme ovale, comprimé latéralement et avec un profil arrondi.
Il existe de multiples variations géographiques surtout au niveau des deux teintes de fond de cette espèce de poisson-clown. La couleur sombre dorsale va du brun au noir et son étendue au niveau de la zone ventrale est variable soit totale ou partielle.
La teinte claire, quant à elle, va du jaune orangé au brun orangé avec une répartition ventrale variable. 

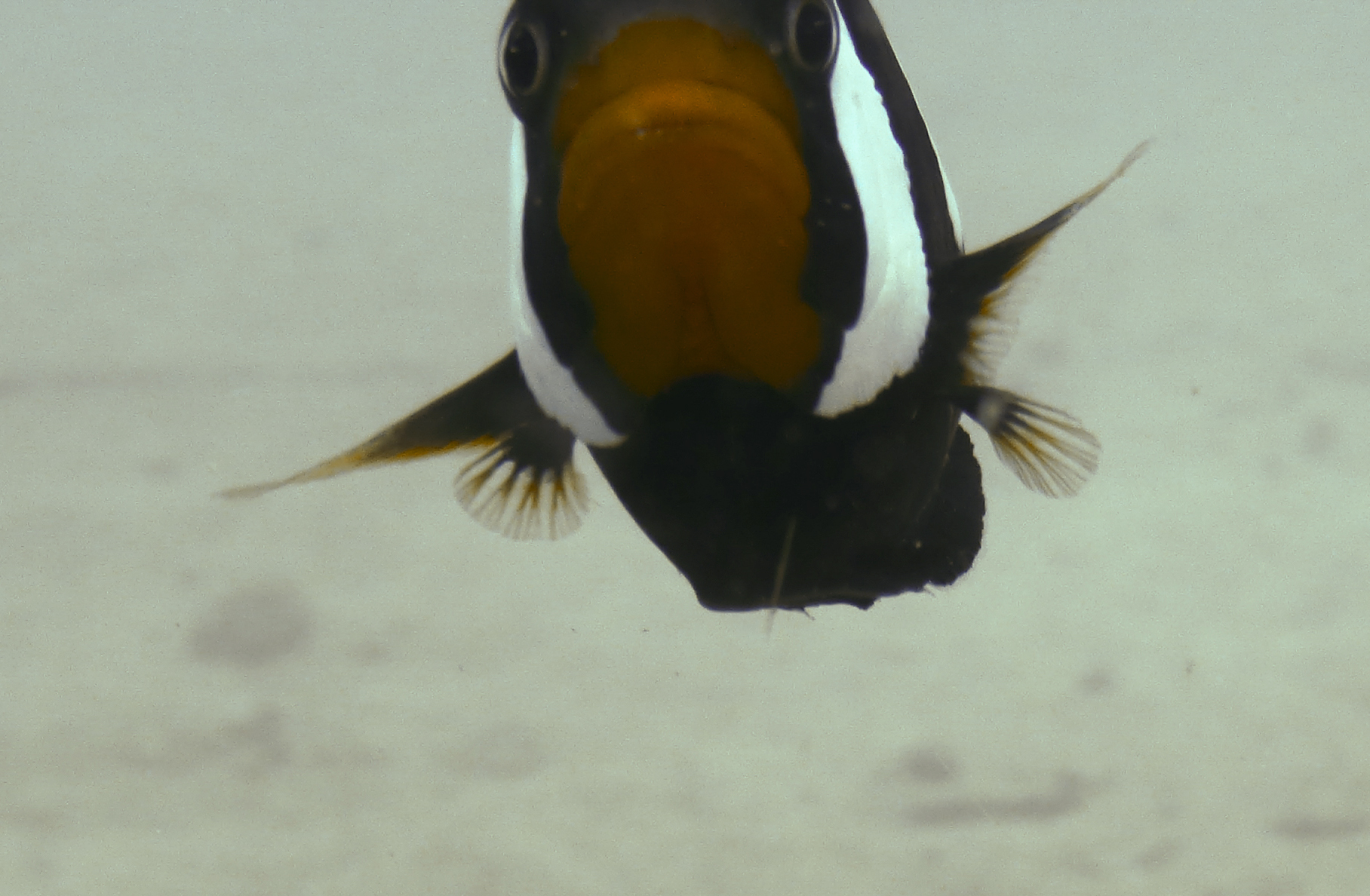
Poisson-clown à selle de cheval, île de Ko Tao, Thaïlande

Toutefois le museau est toujours de teinte claire ainsi que les nageoires pectorales. 
Un bandeau blanc plus ou moins large passe en arrière de l’œil, une tache blanche, dite « selle », de dimension variable est présente au centre du dos et s'étend sur la partie postérieure de la nageoire dorsale. Le bord externe de la nageoire caudale et anale sont bordés d'un trait blanc

## Distribution
Cette espèce fréquente les eaux tropicales du centre du bassin Indo-Pacifique.

## Habitat
Le Poisson-clown à selle de cheval apprécie les récifs coralliens et plus particulièrement lorsque ces derniers ont un fond plutôt vaseux et limoneux ou sableux entre 3 et 35 m de profondeur ; et les zones portuaires entre 2 et 3 m de profondeur.
Il vit en association avec deux espèces d'anémones de mer: Heteractis crispa (Anémone cuir) et Stichodactyla haddoni (Anémone carpette),.

## Alimentation
Amphiprion polymnus est omnivore, il se nourrit d'algues, de petits crustacés benthiques et de zooplancton.

## Comportement
Le Poisson-clown à selle blanche a une activité diurne. Il est hermaphrodite protandre, c'est-à-dire que l'animal est d'abord mâle puis devient femelle, et vit en harem au sein duquel la hiérarchie est très marquée et basée sur l'agressivité physique constante du dominant envers les dominés.
Il est territorial et lié à son anémone. Ce n'est pas un poisson nageur, il demeure toujours à proximité directe de son hôte et s'en éloigne d'à peine quelques mètres pour chercher sa nourriture.
Le mutualisme est le terme qui définit le type de relation associative entre l’anémone de mer et le poisson-clown. En effet, un mucus protecteur, développé depuis le stade larvaire, est réparti sur le corps du poisson et l'immunise contre le venin urticant produit par l’anémone. Le poisson trouve un abri au sein de l’anémone. En contrepartie le poisson-clown peut servir de leurre pour attirer des proies vers l’anémone et déparasiter cette dernière. Il peut aussi défendre son anémone contre des attaques de certains poissons pouvant brouter l’anémone comme les Poissons-papillons.
Le mâle et la femelle A. polymnus sont presque égaux en taille alors que pour les autres espèces de Poisson-clown les femelles sont les plus grosses. Les anémones des fonds sableux que fréquente A. polymnus sont connues pour s'enfouir lorsqu'elles sont stressées. Ne pouvant pas se cacher dans le récif dans cette situation comme l'aurait fait une autre espèce, A. polymnus s'est adapté en ayant de grands mâles pour limiter la prédation.